# سیدی علی رئیس
سیدی علی رئیس (۱۴۹۸–۱۵۶۳) یک دریادار و دریانورد عثمانی بود. او جناح چپ ناوگان عثمانی را در نبرد پروزا در سال ۱۵۳۸ رهبری کرد. وی بعداً به درجه دریادار ناوگان عثمانی در اقیانوس هند ارتقا یافت و به همین ترتیب، در سال ۱۵۵۴ چندین بار با نیروهای پرتغالی مستقر در شهر گوای هند روبرو شد.
از شناخته‌شده‌ترین کتاب‌های او می‌توان به مرآت الممالک (سفرنامه هند به قسطنطنیه)، مرآت کائنات (ستاره‌شناسی) و کتاب المحیط: المحیط فی علم الافلاک و البحور (ستاره‌شناسی و دریانوردی) اشاره کرد. کتاب‌های او به زبان‌های زیادی از جمله انگلیسی، فرانسوی، ایتالیایی، آلمانی، یونانی، عربی، فارسی، اردو، روسی و بنگالی ترجمه شده‌اند و جزو بهترین آثار ادبی مربوط به دوره عثمانی به‌شمار می‌آیند.